# Simone Albergoni

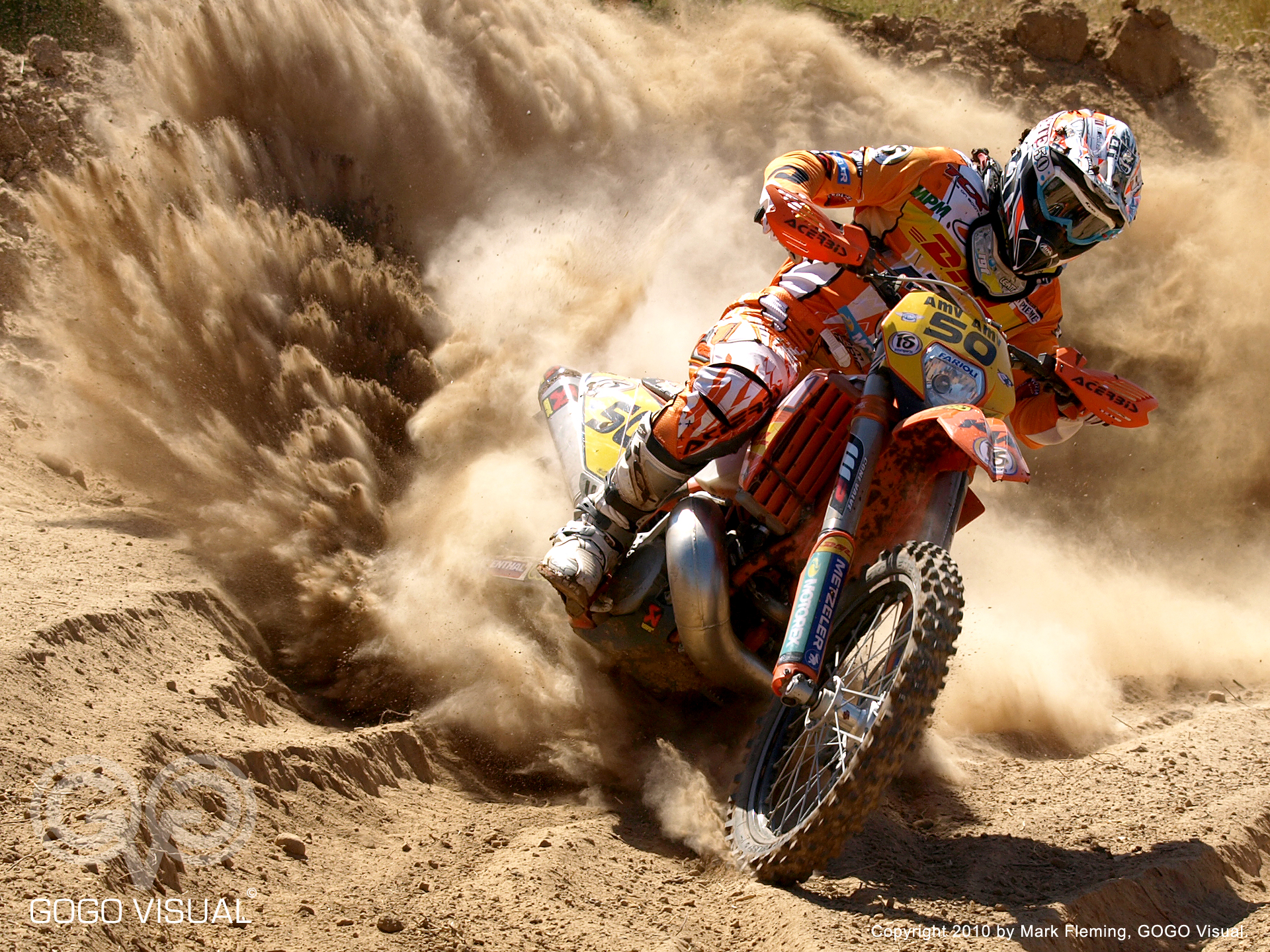
Simone Albergoni beim Enduro-Weltmeisterschaftslauf in der Türkei, 2010

Simone Albergoni (* 15. September 1981 in Treviglio) ist ein italienischer Endurosportler. Er war Mitglied der siegreichen Trophy-Mannschaft bei der Internationalen Sechstagefahrt (Six Days) 2005 und mehrfacher italienischer Meister.

## Karriere
Angeregt durch die Leidenschaft des Vaters für den Endurosport, begann sich auch Simone Albergoni bereits frühzeitig dafür zu interessieren. Mit sieben Jahren erhielt er ein Elektromotorrad, mit dem er erste Fahrversuche unternahm.
Albergoni begann seine sportliche Karriere 1996. 1997 wurde er italienischer Meister in der Klasse 50 cm³-Kadetten auf einer KTM. Im folgenden Jahr wiederholte er den Erfolg in der Klasse 125 cm³-Kadetten. Außerdem nahm er erstmals an der Internationalen Sechstagefahrt in Australien teil.
1999 wurde in das KTM-Werksteam von Fabio Farioli berufen. In diesem Jahr wurde er Europameister in der Klasse bis 125 cm³, in der italienischen Juniorenmeisterschaft belegt er in der gleichen Klasse den zweiten Platz und mit der Junioren-Nationalmannschaft erreichte er bei der Internationalen Sechstagefahrt in Portugal den zweiten Platz.
2000 wurde Albergoni italienischer Juniorenmeister in der Klasse bis 125 cm³ und bei der Internationalen Sechstagefahrt in Spanien wurde er mit der Juniorenmannschaft Zweiter. 2001 siegte er mit der Juniorenmannschaft bei den Six Days in Frankreich und er wurde Dritter in der italienischen Enduro-Meisterschaft in der Klasse bis 125 cm³. Im folgenden Jahr wurde er Zweiter in der dieser Klasse der italienischen Meisterschaft. In der Enduro-Weltmeisterschaft belegte er einen fünften Platz in der Klasse bis 125 cm³. Beim Weltmeisterschaftslauf in Schweden konnte er seinen ersten Tagessieg erringen. 2003 wurde er Zweiter in der italienischen Meisterschaft in der Klasse bis 125 cm³.
2004 wechselte Albergoni zum Honda-Team Jolly Racing. Mit einer 250 cm³-Viertakt-Maschine gewann er erneut die Meisterschaft in seiner Klasse und wurde Vize-Weltmeister in der Klasse E1 (bis 125 cm³ Zweitakt/250 cm³ Viertakt). Im folgenden Jahr verteidigte er seinen nationalen Titel, in der Weltmeisterschaft belegte er einen vierten Platz. Mit der italienischen Trophy-Mannschaft gewann er die Six Days in der Slowakei. 2006 wurde er Zweiter in der Weltmeisterschaft und in der italienischen Meisterschaft verteidigte er seinen Titel.
Ab 2007 startete Albergoni für das Ufo-Corse-Team auf einer Yamaha 250 cm³ Viertakt. In der nationalen Meisterschaft verteidigte er erneut seinen Titel, in der Weltmeisterschaft wurde er Vizeweltmeister in seiner Klasse. Im folgenden Jahr verteidigte er seinen Meistertitel erneut, wurde in der Weltmeisterschaft Dritter und mit der Trophy-Mannschaft errang er den zweiten Platz bei der Internationalen Sechstagefahrt in Griechenland.
2009 wechselte Albergoni wieder zu KTM in das von Fabio Farioli geleitete Team KTM Enduro Factory. Erneut konnte er die Erfolge der Vorjahre wiederholen.

## Wichtigste Erfolge
Italienischer Enduro-Meister1997, 1998, 2000, 2004, 2006, 2007, 2008, 2009
Enduro-Europameister1999
Internationale Sechstagefahrt2001 (Junioren), 2005 (Trophy)